# Manuel Acisclo Córdoba
Manuel Acisclo Córdoba Aguilar (ur. 10 lutego 1960 w Istminie) – kolumbijski piłkarz występujący na pozycji napastnika. Jego syn, Jhon Córdoba, również jest piłkarzem.

## Kariera klubowa
Córdoba rozpoczynał swoją karierę piłkarską w amatorskiej drużynie ze swojego rodzinnego miasta, Júnior de Istmina, skąd niebawem zaczął być powoływany do reprezentacji departamentu Chocó. Jego dobre występy zaowocowały transferem do klubu Unión Magdalena z siedzibą w mieście Santa Marta, gdzie pierwszy rok spędził w rezerwach, a jako dwudziestolatek został włączony do pierwszego zespołu i w spotkaniu z Cúcuta Deportivo zadebiutował w lidze kolumbijskiej. W 1982 roku udał się na kilkumiesięczne wypożyczenie do Atlético Junior z Barranquilli, natomiast w połowie 1983 roku został zawodnikiem Atlético Nacional z miasta Medellín, gdzie spędził kolejne sześć miesięcy. W 1984 roku przeszedł do Millonarios FC ze stołecznej Bogoty, gdzie już w pierwszym sezonie wywalczył tytuł wicemistrza Kolumbii i został podstawowym piłkarzem drużyny, a jego dobra gra zaowocowała powołaniem do reprezentacji kraju.
W 1987 roku Córdoba został zawodnikiem innego stołecznego klubu, Independiente Santa Fe, gdzie od razu wywalczył sobie miejsce w wyjściowej jedenastce i został kluczowym graczem zespołu, tworząc skuteczny duet atakujących z Adolfo Valencią. W Santa Fe spędził ostatecznie kolejne siedem lat, jednak oprócz zdobycia krajowego pucharu – Copa Colombia – w 1989 roku nie odniósł większych sukcesów zarówno na arenie krajowej, jak i międzynarodowej. Kibice uznają go za jedną z klubowych legend; jest szóstym zawodnikiem pod względem liczby występów i dziesiątym, jeśli chodzi o liczbę zdobytych goli w barwach zespołu. W 1994 roku odszedł do ekipy Atlético Huila, w której występował przez półtora roku, po czym bez większych sukcesów reprezentował barwy najpierw Independiente Medellín, a później Deportivo Tuluá. Profesjonalną karierę zakończył w wieku 37 lat jako zawodnik Independiente Santa Fe. Podczas swojej gry w piłkę zdobył 153 gole (z czego 141 w pierwszej lidze kolumbijskiej) w 607 oficjalnych spotkaniach. Po zakończeniu kariery założył własną akademię piłkarską.

## Kariera reprezentacyjna
Do seniorskiej reprezentacji Kolumbii Córdoba został po raz pierwszy powołany przez selekcjonera Efraína Sáncheza. Ogółem w kadrze narodowej występował w latach 1984–1985, zdobywając trzy bramki w piętnastu spotkaniach (w tym jedną 10 lutego 1985 w przegranym 1:2 meczu towarzyskim z Polską) i nie znalazł się w składzie na żaden piłkarski turniej.